# Ruben Guerreiro
Rúben António Almeida Guerreiro (* 6. Juli 1994 in Montijo) ist ein portugiesischer Radrennfahrer.

## Karriere
Im Jahr 2012 gewann Rúben Guerreiro als Junior das Straßenrennen der portugiesischen Meisterschaften und ging im Anschluss bei den Straßenradsport-Weltmeisterschaften in Valkenburg an den Start. 2014 feierte er bei der Volta a Portugal do Futuro einen Etappensieg und sicherte sich zudem die Nachwuchs- und Gesamtwertung der Rundfahrt. Seine erste Tour de l’Avenir beendete er kurze Zeit später auf dem 14. Gesamtrang.
Ab dem Jahr 2015 ging Guerreiro für das amerikanische Axeon Cycling Team an den Start und gewann zum Saisonauftakt eine Etappe und die Gesamtwertung des Grande Prémio Liberty Seguros. Anschließend absolvierte er mehrere Rundfahrten in Nordamerika und errang bei den portugiesischen Meisterschaften der Klasse U23 die Ränge drei und zwei im Zeitfahren bzw. Straßenrennen. Die Tour de l’Avenir 2015 beendete er als Gesamtsechzehnter. Im Jahr 2016 gewann er mit dem Gran Premio Palio del Recioto erstmals ein internationales Eintagesrennen und belegte wenig später bei der U23-Austragung von Lüttich–Bastogne–Lüttich den dritten Rang. Im Juni wurde Guerreiro portugiesischer Meister im Straßenrennen der Klasse U23.
Im Alter von 22 Jahren wechselte Rúben Guerreiro zur Trek-Segafredo Mannschaft, die als UCI WorldTeam an den Rennen der höchsten Serie des Straßenradsports startete. In den Jahren 2017 und 2018 wurde er Sechster und Fünfter der Bretagne Classic Ouest-France und beendete mit der Tour Down Under und Türkei-Rundfahrt zwei Rundfahrten der UCI WorldTour in den Top 10 der Gesamtwertung. Weiters wurde er im Jahr 2017 portugiesischer Meister im Straßenrennen.
Im Jahr 2019 ging Guerreiro für das Team Katusha Alpecin an den Start, für das er am Anfang der Saison den achten Gesamtrang bei der Tour Down Under errang. Bei der Vuelta a España 2019 gab er sein Grand-Tour-Debüt und belegte auf der 15. Etappe hinter dem US-Amerikaner Sepp Kuss den zweiten Platz. Schlussendlich erreichte er Madrid als bestplatzierter Fahrer seiner Mannschaft auf dem 17. Gesamtrang.
Nach dem Ende der Katusha Alpecin Mannschaft unterschrieb Guerreiro im Jahr 2020 beim EF Pro Cycling Team. Beim Giro d’Italia 2020 folgte sein bis dato größter Erfolg, als er die Bergankunft der 9. Etappe in Roccaraso für sich entschied. Am Ende der Italien-Rundfahrt gewann er zudem die Maglia Azzurra der Bergwertung. Nach einem sieglosen Jahr, in dem er die Tour de France 2021 als 18. beendete, fügte er 2022 die Mont Ventoux Dénivelé Challenge seinem Palmarès hinzu. Weiters belegte er den siebten Rang beim Flèche Wallonne und den neunten Gesamtrang beim Critérium du Dauphiné, ehe er gegen Ende der Saison die Punktewertung der Burgos-Rundfahrt für sich entschied und Gesamtdritter der Deutschland Tour wurde.
Zur Saison 2023 wechselte Guerreiro zum Movistar Team. Gleich in seinem ersten Rennen für sein neues Team gewann er die dritte Etappe der Saudi Tour und legte damit den Grundstein für den Gewinn der Gesamtwertung. Bei der spanischen Rundfahrt Gran Camiño musste er sich auf zwei Etappen nur dem Tour-de-France-Sieger Jonas Vingegaard geschlagen geben und belegte den dritten Gesamtrang. Bei der Tour de France 2023 fuhr er auf der 6. Etappe seine bis dato beste Etappenplatzierung bei der Frankreich-Rundfahrt ein, als er die Bergankunft in Cauterets auf Platz vier beendete.

## Erfolge
2012
- Portugiesischer Meister – Straßenrennen (Junioren)

2014
- Gesamtwertung und eine Etappe Volta a Portugal do Futuro

2015
- Gesamtwertung und eine Etappe Grande Prémio Liberty Seguros

2016
- Gran Premio Palio del Recioto
- Portugiesischer Meister – Straßenrennen (U23)

2017
- Hammer Sprint Hammer Sportzone Limburg
- Portugiesischer Meister – Straßenrennen

2020
- eine Etappe und  Bergwertung Giro d’Italia

2022
- Punktewertung Burgos-Rundfahrt
- Mont Ventoux Dénivelé Challenge

2023
- Gesamtwertung und eine Etappe Saudi Tour

## Grand-Tour-Platzierungen
| Grand Tour            | 2019 | 2020 | 2021 | 2022 | 2023 | 2024 |
| --------------------- | ---- | ---- | ---- | ---- | ---- | ---- |
| Giro d’ItaliaGiro     | –    | 33   | DNF  | –    | –    | –    |
| Tour de FranceTour    | –    | –    | 18   | DNF  | DNF  | –    |
| Vuelta a EspañaVuelta | 17   | –    | –    | –    | DNF  | –    |